# MYOD1
MYOD1 (англ. Myogenic differentiation 1) – білок, який кодується однойменним геном, розташованим у людей на короткому плечі 11-ї хромосоми. Довжина поліпептидного ланцюга білка становить 320 амінокислот, а молекулярна маса — 34 501.
| 10         |  | 20         |  | 30         |  | 40         |  | 50         |
| ---------- |  | ---------- |  | ---------- |  | ---------- |  | ---------- |
| MELLSPPLRD |  | VDLTAPDGSL |  | CSFATTDDFY |  | DDPCFDSPDL |  | RFFEDLDPRL |
| MHVGALLKPE |  | EHSHFPAAVH |  | PAPGAREDEH |  | VRAPSGHHQA |  | GRCLLWACKA |
| CKRKTTNADR |  | RKAATMRERR |  | RLSKVNEAFE |  | TLKRCTSSNP |  | NQRLPKVEIL |
| RNAIRYIEGL |  | QALLRDQDAA |  | PPGAAAAFYA |  | PGPLPPGRGG |  | EHYSGDSDAS |
| SPRSNCSDGM |  | MDYSGPPSGA |  | RRRNCYEGAY |  | YNEAPSEPRP |  | GKSAAVSSLD |
| CLSSIVERIS |  | TESPAAPALL |  | LADVPSESPP |  | RRQEAAAPSE |  | GESSGDPTQS |
| PDAAPQCPAG |  | ANPNPIYQVL |  |            |  |            |  |            |

A: Аланін

C: Цистеїн

D: Аспарагінова кислота

E: Глутамінова кислота

F: Фенілаланін

G: Гліцин

H: Гістидин

I: Ізолейцин

K: Лізин

L: Лейцин

M: Метіонін

N: Аспарагін

P: Пролін

Q: Глутамін

R: Аргінін

S: Серин

T: Треонін

V: Валін

W: Триптофан

Кодований геном білок за функціями належить до активаторів, білків розвитку, фосфопротеїнів. 
Задіяний у таких біологічних процесах, як транскрипція, регуляція транскрипції, диференціація клітин, міогенез, ацетилювання. 
Білок має сайт для зв'язування з ДНК. 
Локалізований у ядрі.
Втрата контролю над цим перемикачем може стати причиною утворення рабдоміосаркоми.